# Пекло (ракета)
Пекло — український далекобійний боєприпас великої дальності, що позиціюється розробниками як «ракета-дрон». Заявлена дальність до 700 км та швидкість — до 700 км/год.
Боєприпас має реактивний двигун і поєднує риси дронів-камікадзе та крилатих ракет.

## Опис
Пекло розроблений українською збройною промисловістю, імовірно, на основі «Паляниця». Завдяки виносному турбореактивному двигуну БПЛА здатен розвивати дозвукову швидкість до 700 км/год (0,57 Маха) і має максимальну дальність польоту 700 км. Маса вбудованої бойової частини орієнтовно 50 кг. БпЛА стартує з наземної пускової установки.[джерело?]
Розробка була здійснена за рекордно короткий термін — протягом одного року. Виробництво виконано з нуля українськими фахівцями. Уперше ракета-дрон була представлена на огляді за участю Президента України Володимира Зеленського та Головнокомандувача Збройних сил України Олександра Сирського.
6 грудня 2024 року, в День Збройних сил України, за участі президента Володимира Зеленського, відбулася передача першої партії ракетних дронів «Пекло» в кількості кількох десятків одиниць до підрозділів Сил оборони України. Ця подія, за словами міністра з питань стратегічних галузей промисловості України Германа Сметаніна, стала символом інноваційного потенціалу та працьовитості українських зброярів.
Міністр зазначив, що ракета-дрон уже продемонструвала успішні результати у бойовому застосуванні. Крім того, виробництво «Пекло» є серійним, а сама технологія перебуває в процесі постійного вдосконалення.[неавторитетне джерело]

## Бойове застосування
14 грудня 2024 року дрони атакували наливний пункт нафтопроводу «Дружба» в Брянській області.
14 січня 2025 року Російські ЗМІ та пабліки писали про те, що нібито українські бойові дрони «Пекло» та «Бобер» атакували одразу 12 регіонів країни-окупанта.  Енгельс, Саратовська область: повторний удар по нафтобазі, на якій вдалося ліквідувати пожежу лише після 5 діб; Казань, Республіка Татарстан: пожежа на хімічному підприємстві «Оргсінтез»; Алєксін, Тульська область: працювала ППО; Котовськ, Тамбовська область: місцеві чули вибухи. Ростовська область: губернатор заявив про збиття 14 БПЛА.
26 червня 2025 року в Луганській області дроном-ракетою Пекло рознесли переправу через річку Айдар, що на північ від Луганська.

## Оператори
- Україна — 6 грудня 2024 року сили оборони України отримали партію ударних ракет-дронів «Пекло».[10]